# Östlicher Achtermoorteich
Die Östliche Achtermoorteich, auch Fintteich genannt, ist ein Stillgewässer in Hamburg-Lohbrügge im Achtermoor im  Naturschutzgebiet Boberger Niederung. Er ist durch Torfabbau entstanden.
Der Teich wird unter strengen Auflagen vom Angelverein Hecht von 1926 genutzt, das Wasser ist hier ansonsten unzugänglich.